# Artur Davtyan
Artur Davtyan, född 8 augusti 1992, är en armenisk gymnast.

## Karriär
Vid sommar-OS 2020 tog Davtyan brons hopp. Vid VM i gymnastik 2022 tog han guld i hopp. Vid OS 2024 tog han silver i hopp.